# 呈貢区
呈貢区（ていこうく）は中華人民共和国雲南省昆明市に位置する市轄区。

## 歴史
前3世紀、楚の大将軍荘蹻がこの地に入り古滇国を建国した。13世紀に大理国が元朝に征服された後、1275年に呈貢県が設置された。
2011年7月に、呈貢県を市轄区の呈貢区に改編し、昆明市の市共産党委員会・市政府などの公的機関は本区内に移転し始めた。

## 行政区画
10街道を管轄する。
- 竜城街道、洛竜街道、斗南街道、烏竜街道、呉家営街道、雨花街道、七甸街道、洛羊街道、大漁街道、馬金鋪街道

## 経済
- 昆明斗南花卉取引市場 - 斗南国際花卉市場とも呼ばれ、切り花マーケットで世界第二位を誇る。地下鉄「斗南駅」から徒歩圏内にある。

## 交通

### 鉄道
- 中国国家鉄路集団
  - 滬昆旅客専用線、南昆旅客専用線、昆玉河線
    - 昆明南駅

  - 南昆線

（昆明方面）- 王家営西駅 - 広南衛駅 - 七甸駅 -（南寧方面）
- 昆明軌道交通
  - ■1号線

- 斗南駅 - 春融街駅 - 駝峰街駅 - 聯大街駅 - 誼康南路駅 - 大学城駅 - 大学城南駅
  - ■1号線支線

春融街駅 - 市級行政中心駅 - 宜和路駅 - 白竜潭駅 - 昆明南駅
  - ■4号線

### 道路
- 高速道路
  - 汕昆高速道路・広昆高速道路（重複区間）
  - 渝昆高速道路
  - 昆磨高速道路
- 国道
  - G213国道
  - G324国道